# Supercopa da Itália de 2007
A Supercopa da Itália de 2007 ou 'Supercoppa Italiana 2007' foi a 20ª edição da competição que para muitos, abre a temporada 2007/2008 do futebol italiano. Assim como em todas as edições, a Supercopa da Italia sera disputada em partida única com o campeão do Campeonato Italiano (Internazionale) e o campeão da Copa da Itália (Associazione Sportiva Roma), ambas na temporada 2006/2007.
A partida foi no dia 19 de Agosto de 2007 e ocorreu no Giuseppe Meazza. em Milão.

A equipe da Roma na temporada 2007-2008, temporada onde ganhou a supercopa

## Final
Partida única
| 19 de Agosto de 2007 | FC Internazionale | 0 - 1  | AS Roma             | Estadio Giuseppe Meazza, Milão |
|                      |                   | report | 78' (rig.) De Rossi | Árbitro: Roberto Rosetti       |

## Campeão
| Campeão da Supercopa da Itália de 2006 |
| -------------------------------------- |
| Associazione Sportiva Roma 2º Título   |